# 세인트헬레나 공항

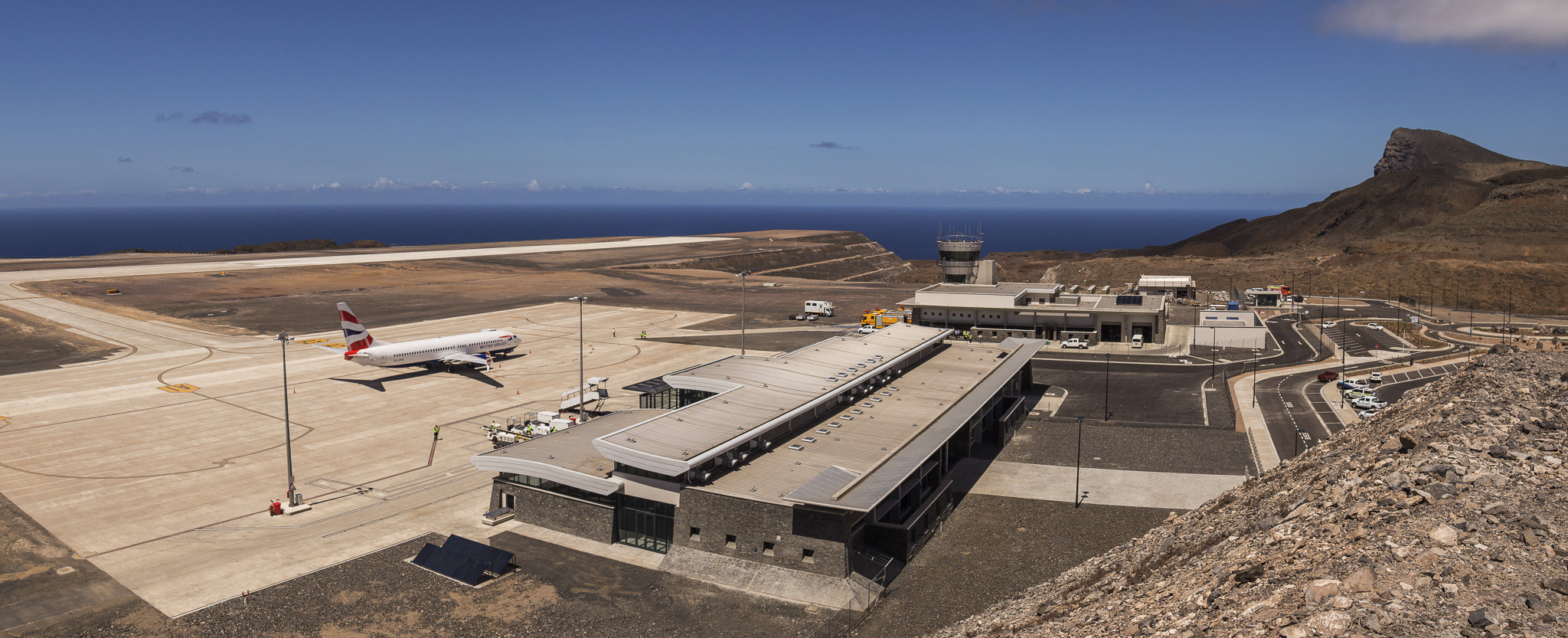
세인트헬레나 공항

세인트헬레나 공항(영어: Saint Helena Airport)은 영국의 해외 영토인 세인트헬레나 어센션 트리스탄다쿠냐에 있는 남대서양의 외딴 섬인 세인트헬레나에 위치한 국제공항이다.
2015년 활주로 건설이 완료되고 2016년 공항이 개항했다. 첫 정기편은 지연됐으나 2016년 5월부터 일반항공편, 전세편, 의료후송편이 공항 서비스를 제공할 수 있게 되었다.